# París-Roubaix 1904
La París-Roubaix 1904 fou la 9a edició de la París-Roubaix. La cursa es disputà el 3 d'abril de 1904 i fou guanyada pel francès Hippolyte Aucouturier, que s'imposà a l'esprint al seu company d'escapada, César Garin, en la meta de Roubaix. Aquesta fou la segona victòria d'Aucouturier a la cursa.
64 ciclistes van prendre la sortida, finalitzant-la 42 d'ells.

## Classificació final
|    | Ciclista              | Equip        | Temps      |
| -- | --------------------- | ------------ | ---------- |
| 1  | Hippolyte Aucouturier | Peugeot      | 8h 15' 00" |
| 2  | César Garin           | La Française | m. t.      |
| 3  | Lucien Pothier        | La Française | + 2' 50"   |
| 4  | Édouard Wattelier     | -            | + 12' 20"  |
| 5  | Léon Georget          | -            | m. t.      |
| 6  | Alois Catteau         | -            | + 15' 40"  |
| 7  | Eugène Christophe     | -            | + 17' 30"  |
| 8  | Paul Trippier         | -            | + 23' 00"  |
| 9  | Emile Pagie           | -            | + 37' 30"  |
| 10 | Julien Lootens        | Cycles JC    | m. t.      |